# Hrabstwo Stokes
Hrabstwo Stokes (ang. Stokes County) – hrabstwo w stanie Karolina Północna w Stanach Zjednoczonych.

## Geografia
Według spisu z 2000 roku obszar całkowity hrabstwa obejmuje powierzchnię 456 mil2 (1181,03 km²), z czego 452 mile2 (1170,67 km²) stanowią lądy, a 4 mile2 (10,36 km²) stanowią wody. Według szacunków United States Census Bureau w roku 2012 miało 46 783 mieszkańców. Jego siedzibą administracyjną jest Danbury.

### Miasta
- Pinnacle (CDP)
- Danbury
- King
- Walnut Cove